# Salem (Tamil Nadu)
Salem  (tàmil சேலம் Sélam) és una ciutat i corporació municipal de Tamil Nadu, capital del districte de Salem, a la comarca de Kongu Nadu (oest de Tamil Nadu). Està situada a 11° 40′ 10″ N, 78° 08′ 27″ E / 11.669437°N,78.140865°E i rodejada per les muntanyes Nagaramalai al nord, les Jarugumalai al sud, les Kanjamalai a l'oest, i les Godumalai a l'est, i està dividida pel riu Thirumanimuthar. A la part vella hi ha l'antic fort.
Consta al cens del 2001 amb una població per l'àrea urbana de 751.438 habitants, integrats per 696.760 de la corporació municipal, 16.808 de Kondalampatti, 14.994 de Kannankurichi, 9.869 de Neykkarappatti, 6.783 de Mallamooppampatti i 6.224 de Dalavaipatti. La població el 1871 era de 50.012, el 1881 de 50.667, el 1891 de 67.710 i el 1901 de 70.621 habitants (llavors era la cinquena ciutat de la presidència de Madras); la població el 1991 era de 499.024 habitants i la projecció pel 2010 és d'1.200.000 habitants.

## Història
El nom derivaria d'Hai o Shalya o Sayilam, noms trobats a inscripcions que es refereixen al "país rodejat de muntanyes". Inicialment fou possessió dels cheres i després del regne de Kongu Nadu. Salem estava justament al mig del Kongo Nadu (País Kongu). S'han trobar al districte inscripcions de la dinastia ganga i se suposa que fou part dels dominis de la dinastia Ganga Occidental.
La invasió de forces de Vijayanar va fer passar la ciutat a sobirania d'aquestos rages que després la van incloure dins el virregnat de Madura governats per nayaks (virreis). Al final del segle xviii va passar a Mysore i estava governada pels seus poligars o senyors locals (gatti mudalis) que van construir diversos temples i fortaleses a la ciutat i entorn. A la segona meitat del segle Haidar Ali va usurpar el tron de Mysore i va exercir el domini a Salem; en fou expulsat pel coronel Wood el 1768 però Haidar Ali la va recuperar el 1772. El 1799, després de la derrota i mort de Tipu Sultan (fill i successor d'Haider Ali) a Seringapatam, va passar als britànics i va ser erigida en cap de districte, i a més fou estació militar fins al 1861 quan les tropes foren retirades. Algunes localitats conserven noms d'aquesta època com Macdonald's Choultry i Magnum Choultry (aquesta rebatejada ara Magudanchavadi). El famós poligar Theeran o Dheeran Chinnamalai, al front de l'oposició als britànics al Kongu, va lliurar combats a Salem, Sankagiri i altres llocs; el llegendari poligar fou penjat finalment al fort de Sankagiri.
La municipalitat es va formar el 1866. Seriosos incidents entre hindús i musulmans van tenir lloc el 1882 perquè una processó hindú volia passar per una mesquita.

## Galeria

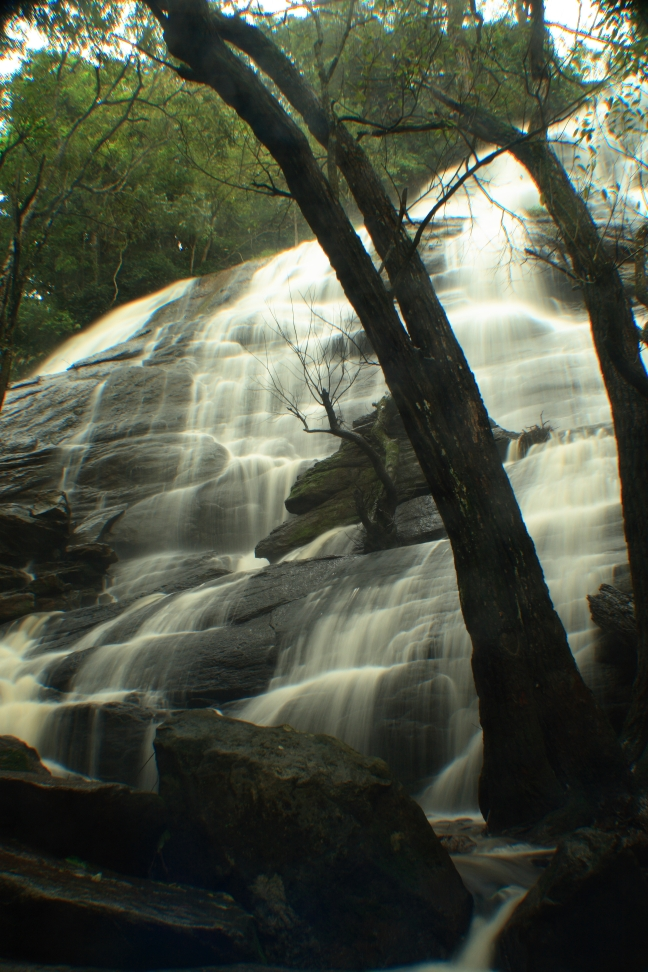
Cascada de Kiliyur prop de Yercaud
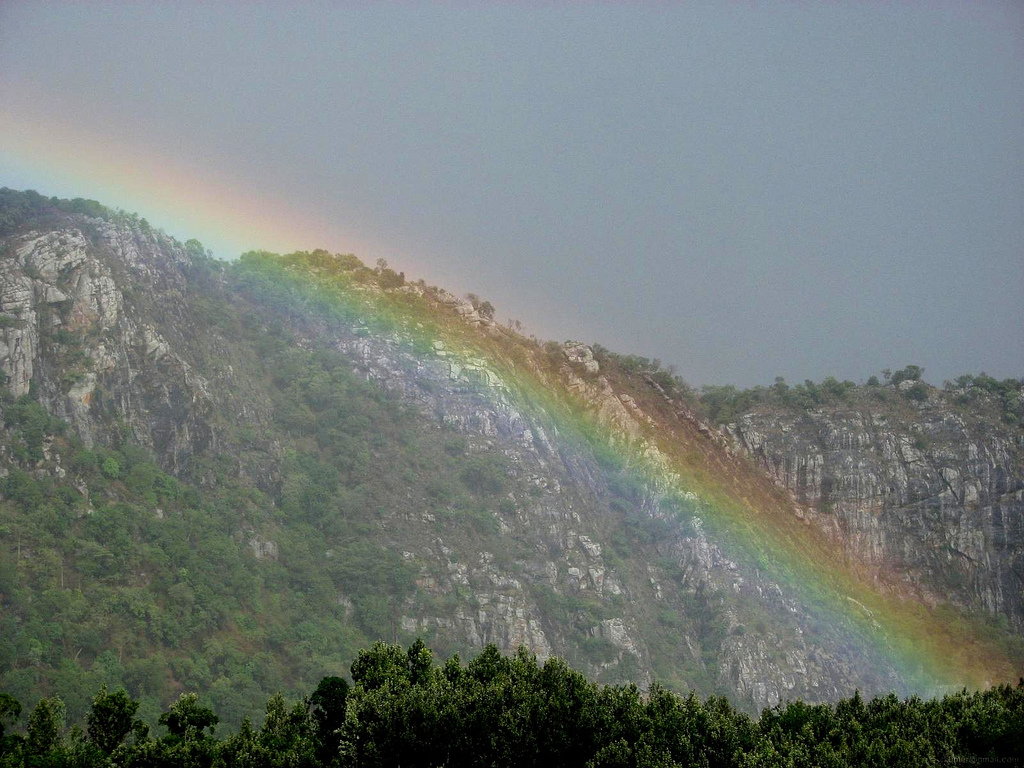
Arc de Sant martí prop de Pagoda point
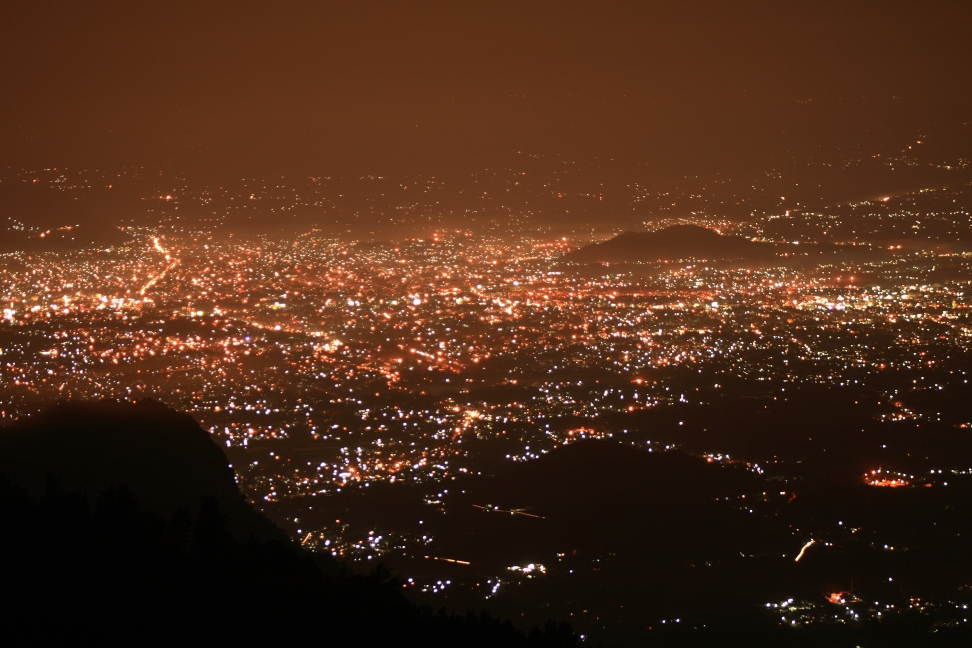
Salem de nit
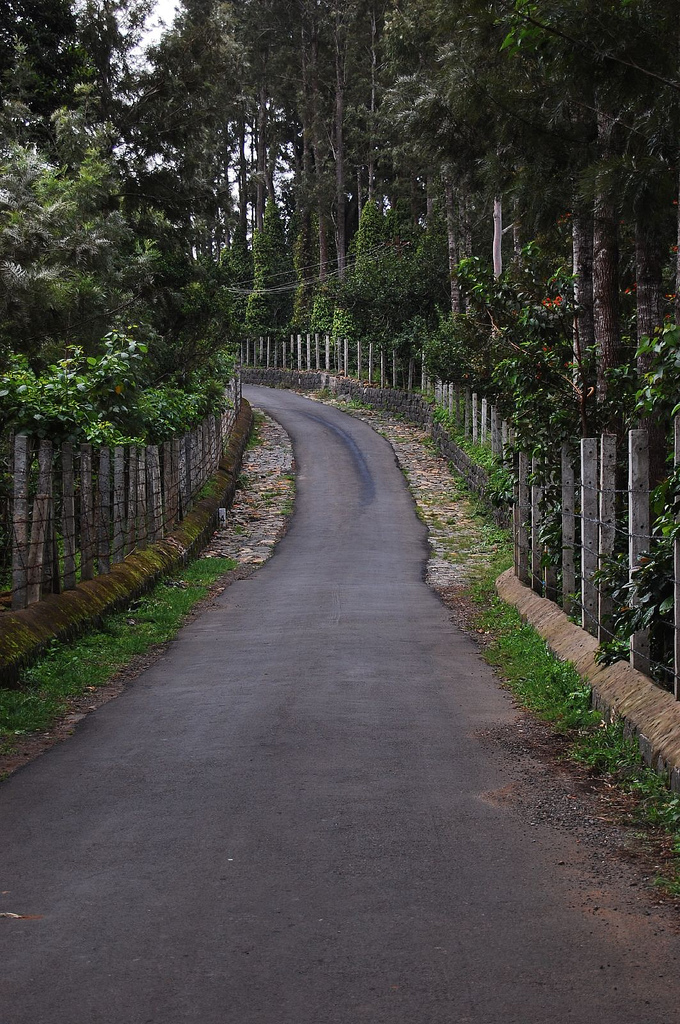
Carretera de Yercaud
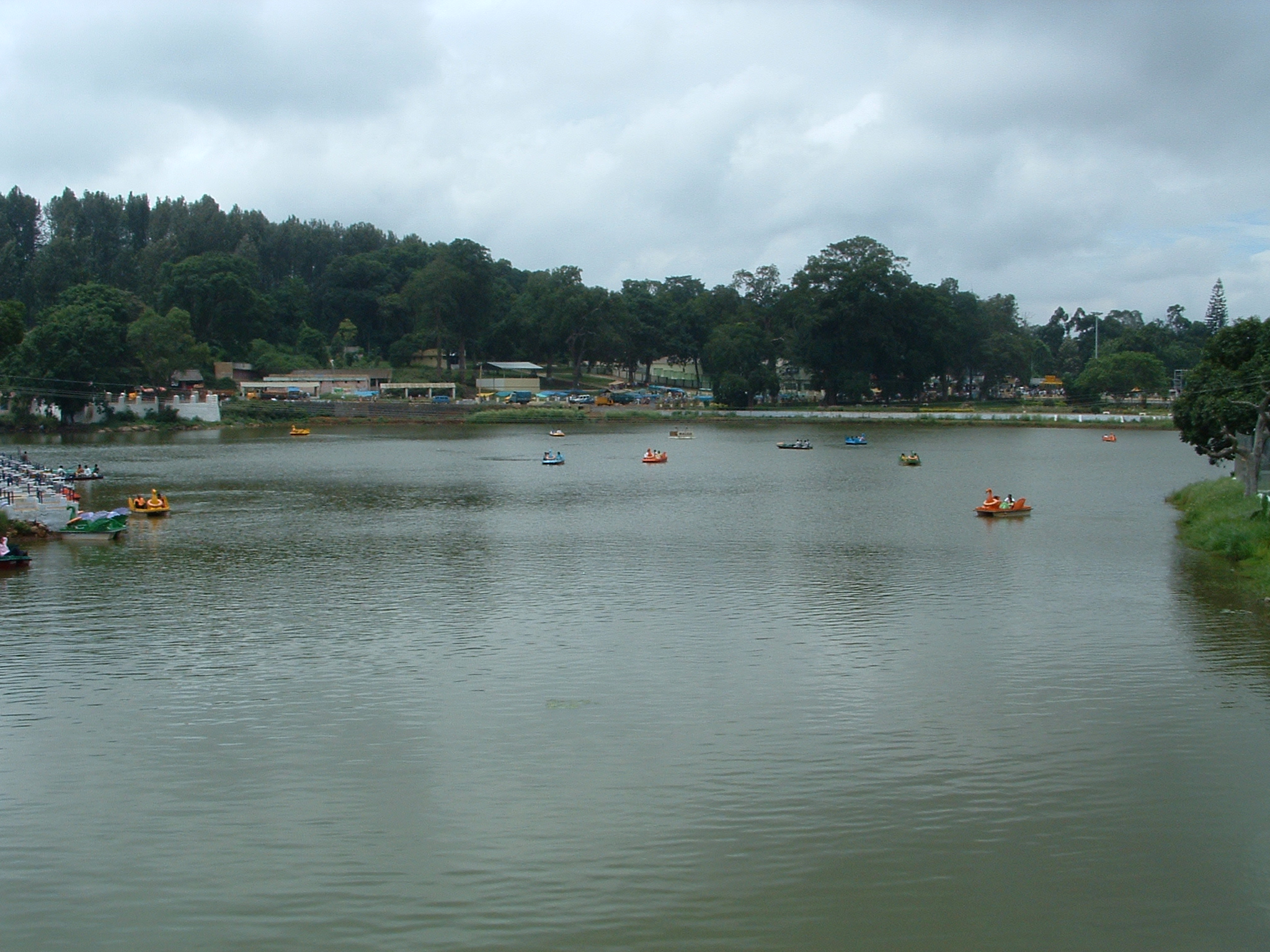
Llac
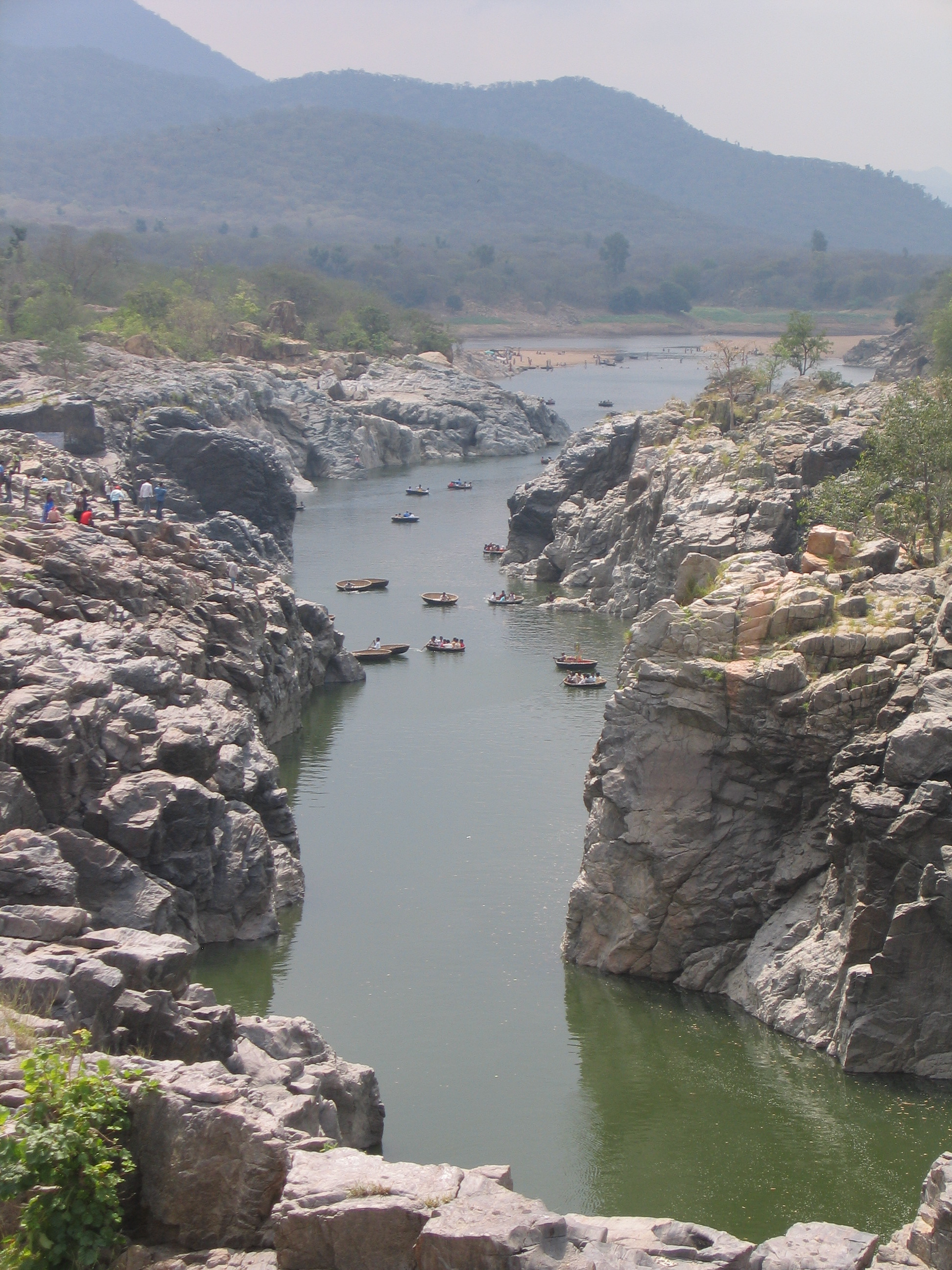
Cascades a la temporada seca
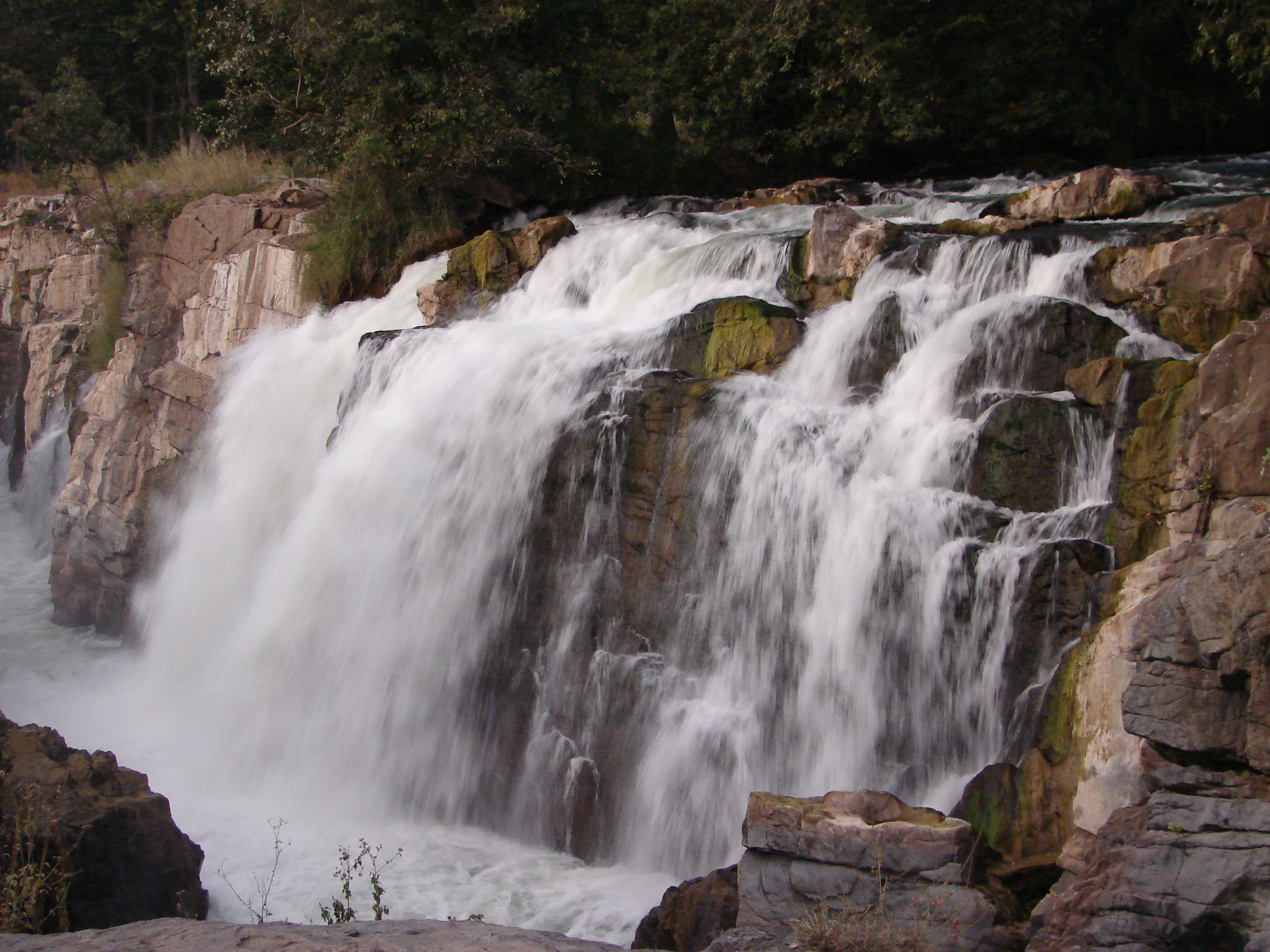
cascades i muntanyes
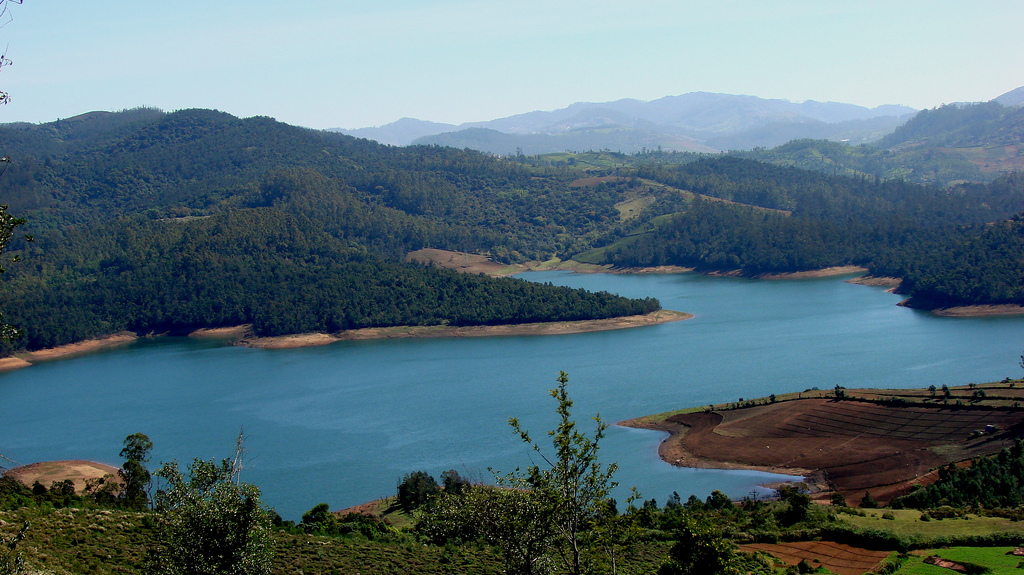
Llac a Yercaud

## Aeroport
Salem disposa d'un petit aeroport però amb estàndards internacionals (codi FR3241), situat a Kamalapuram prop d'Omalur.

## Universitats
- Universitat de Periyar[1] està situada a Omalur.
- Universitat de la Missió Vinayaka (establerta el 2001)[2]

## Nota
1. ↑  Universitat de Periyar
2. ↑  «Vinayaka Missions Deemed University». Arxivat de l'original el 2010-08-21. [Consulta: 26 gener 2010].